# Kisprázsmári erődtemplom
A kisprázsmári erődtemplom a 13. század elején emelt szász evangélikus templom a Brassó megyei Kisprázsmáron. Román stílusban épült, a 16. században erődítették, kerítőfalát és védőtornyait azonban később lebontották. A 21. század elejére a falu elveszítette szász lakosságát, a templom elhanyagolt állapotban van.

## Története
A háromhajós, nyugati részén toronnyal ellátott, Szent Katalinnak szentelt bazilika a 13. század elején épült. Az 1332–1335-re vonatkozó pápai tizedjegyzék említést tesz Nycolaus de Tharcla (kisprázsmári Miklós) plébánosáról. 1500 körül az ellenséges fenyegetésre való tekintettel a templomot védelmi szempontból átalakították: a harangtornyot egy emelettel megemelték és fa galériát kapott, a torony két oldalán az oldalhajókat pedig szintén magasították, és keresztfalakkal választották el a templombelsőtől. A keletkezett helyiségeket és a szentély fölötti védemeletet lőrésekkel látták el. Ugyanekkor építették a szentélyhez északról csatlakozó sekrestyét is. 1524-ben a Hétszék ezer tetőcseréppel járult hozzá az építkezéshez, 2 forint értékben.
A reformáció során a szászok evangélikusok lesznek, így a templom is katolikusból evangélikussá vált.
A 16. században építették fel a sokszögletű kerítőfalat, amely terméskőből és folyami kőből készült. Várkapuja a nyugati oldalon, a templombejárattal szemben állt; a szájhagyomány szerint Mészáros-bástyának nevezték. Másik, keleti bástyája kör alaprajzú volt. A 20. századra a várfal nagyrészt elpusztult illetve lebontották, csak egy alacsony falszakasz maradt fenn. A keleti bástya alapfalára épült fel a szász iskola.
A templomot többször felújították. Egy tetőgerendán az 1600-as, a harangtorony galériáján az 1657-es dátum olvasható. A 18. században a fő- és mellékhajók síkmennyezet helyett keresztboltozatot kaptak. 1832 körül feltárták az időközben feltöltött nyugati portált. A 21. század elejére a falu elveszítette szász lakosságát, a templom elhagyatottan, zárva áll. 2023-ban állagmegőrző munkálatokat végeztek, és további javításokat terveznek.

## Leírása
Háromhajós román stílusú bazilika, a főhajó nyugati oldalán harangtoronnyal. A szentély és a három hajó keresztboltozatos; korábban a hajóknak síkmennyezetük volt. A főapszis félköríves záródású, félkupola borítja, és szentélynégyszöggel kapcsolódik a főhajóhoz. A mellékhajók egyenes fallal záródnak, de a román stílusra jellemzően félköríves apszidiolák láthatóak a mellékoltárok helyén. A szentély déli falában ajtónyílás látható, lóhereíves kerettel.
A félköríves diadalív díszítetlen. A főhajót három díszítetlen boltíves nyílás köti össze az oldalhajókkal, felső részén pedig három pár félköríves záródású ablak található. A harangtorony felé is három boltíves nyílás vezet a hajókból. A torony nyugati galériával rendelkezik, amely alatt keresztboltozatos, előcsarnokként szolgáló földszint található. A román stílusú, nyugati bélletes kapu hat kapuzatos, rokonságok mutatva a holcmányi és feleki templomokéval, de ember- és démonfigurákat ábrázoló oszlopfői a felismerhetetlenségig megkoptak. A portál fölötti párkány az oldalhajók falán folytatódik. A torony harmadik emeletén három oldalon román stílusú ikerablakok vannak, a negyedik emeleten (ahol a harangterem is van) pedig íves ablakok nyílnak a négy égtáj irányába. Mai három harangját 1927-ben öntötték. Lépcsők vezetnek fel a védőgalériáig, amely kupolaboltozatot kapott.
A késő barokk oltár közepén egy festmény látható, amely Jézust ábrázolja kehellyel. Egy második, fára festett 18. századi oltárkép a keresztre feszített Krisztust ábrázolja két síró asszonnyal. A pulpituson az 1730-as évszám olvasható. Orgonáját 1796-ban készítette Johannes Prause, korábban a nagysinki erődtemplomban volt, 1905-ben vásárolta meg a kisprázsmári egyházközség.